# 카마데바
카마데바(산스크리트어: कामदेव, IAST: Kāmadeva), 또는 카마, 만마타, 마다나는 힌두교에서 에로틱한 사랑, 육욕, 매력, 쾌락, 아름다움을 관장하는 신으로, 카마 개념의 의인화이다. 그는 장신구와 꽃으로 장식하고 사탕수수 활을 들고 꽃 화살을 쏘는 잘생긴 젊은 남자로 묘사된다. 그는 종종 그의 배우자이자 여성적 상대인 라티와 함께 묘사된다.
카마데바의 기원은 리그베다와 아타르바베다의 구절에서 추적되지만, 그는 푸라나의 이야기들에서 더 잘 알려져 있다. 아타르바베다는 카마데바를 강력한 신으로 여기며, 우주의 창조력을 행사하는 자로 묘사하고, 또한 그가 "처음에 태어났으며, 신들이나 조상들도 그를 능가할 수 없었다"고 설명한다.
푸라나에서 카마데바는 일반적으로 창조신 브라흐마의 마나스푸트라(마음으로 태어난 아들)로 언급된다. 그의 가장 인기 있는 신화는 시바 신의 세 번째 눈에 의해 불타서 재가 되고, 크리슈나와 그의 주 배우자 루크미니의 장남인 프라듐나로 지상에 다시 태어나는 이야기이다.

## 어원과 다른 이름들
카마데바(IAST: kāma-deva)라는 이름은 '사랑의 신'으로 번역될 수 있다. 데바는 천상적이거나 신성하다는 의미이며, 힌두교의 신을 가리킨다. 카마(IAST: kāma)는 "욕망" 또는 "갈망"을 의미하며, 특히 육체적 또는 성적인 사랑을 의미한다. 이 이름은 리그베다 (리그베다 9, 113. 11)에 사용되었다. 카마데바는 비슈누 푸라나와 바가바타 푸라나 (SB 5.18.15)에서 비슈누의 이름 중 하나이다. 또한 크리슈나와 시바 신의 이름이기도 하다. 카마는 또한 아그니 (아타르바베다 6.36.3)에 사용된 이름이기도 하다.
카마데바와 관련하여 주로 사용되는 다른 이름들은 다음과 같다.
- 카마(काम) - 욕망; 갈망.[2]
- 만마타(मन्मथ) - 마음을 혼란시키는 자.[2][5]
- 마다나(मदन) - 사랑으로 취하게 하는 자.[2][5][11][13]
- 마라(मार) - 상처 입히는 자.[2][5]
- 아낭가(अनंग) - 몸이 없는 자.[2][5]
- 쿠수메샤라(कुसुमशर) - 그의 화살이 꽃인 자.[2][5]
- 프라듀므나(प्रद्युम्न) - 모든 것을 정복하는 자. 카마의 환생의 이름이기도 하다.[2][5]
- 칸다르파(कन्दर्प) 또는 다르파카(दर्पक) - 불을 붙이는 자. 브라흐마가 그에게 이 이름을 주었다.[2][14]
- 마나시자(मनसिज), 마노자(मनोज), 바바자(भवज) - 마음에서 태어난 자.[14][2]
- 라티칸타(रतिकांत) 또는 라티파티(रतिपति) - 라티의 남편.[2]
- 아비루파(अभिरूप) - 아름다운 자. 비슈누와 시바 모두의 이름이기도 하다.[15]

## 진화
카마데바의 기원은 고대 베다로 거슬러 올라가는데, 거기서 카마는 비인격적이고 개념적인 욕망의 힘에서 완전히 발달된 신으로 진화했다.

### 베다
나중에 카마데바로 의인화된 욕망의 개념에 대한 가장 초기 언급은 베다 삼히타—리그베다와 아타르바베다—에서 나타나는데, 여기서 카마 개념은 완전히 발달된 신이라기보다는 주로 추상적인 우주적 원리로 제시된다. 이러한 초기 베다 문헌은 카마데바의 신화적 정체성의 형성 단계를 반영한다. 존 뮤어는 베다에서 카마가 성적인 욕망이 아니라 일반적으로 선함에 대한 욕망을 의미한다고 언급한다.
리그베다 10.129, 종종 나사디야 숙타 또는 창조의 찬가라고 불리는 이 찬가에서, 카마는 우주적 생성 과정의 중심이 되는 원초적인 힘으로 나타난다. 이 찬가는 구별할 수 없는 어둠과 분화되지 않은 물의 상태를 묘사하며, 거기서 욕망(카마)이 "마음의 첫 씨앗"으로 발생한다. 언어학자 프랭클린 에저튼은 이 카마를 "우주적 의지" 또는 우주의 진화에 필수적인 비인격적인 힘으로 해석한다. 이 초기 맥락에서 카마는 아직 의인화되지 않았지만, 정신적 개념을 통해 비존재와 존재를 연결하는 창조 자체에 필수적인 추상적 원리로 기능한다.
아타르바베다에서 카마는 더욱 명확한 신적 성격을 띠기 시작한다. 찬가 9.2에서 카마는 욕망을 부여하고 경쟁자를 제거하기 위해 호출된다. 이 신은 리그베다 기원을 반영하여 "마음의 첫 씨앗"(마노자, 마음으로 태어난 자)과 같은 칭호로 묘사된다. 간청하는 자는 카마의 신들, 조상, 필멸자에 대한 우월성을 찬양하며, 그의 원초적 힘으로서의 지위를 강화한다. 레이크 포레스트 칼리지 (종교학과)의 캐서린 벤턴 교수에 따르면, 이러한 형태의 카마는 동시에 욕망의 신적 대리인이자 우주적 의미를 지닌 신이다. 아타르바베다 찬가 19.52는 이러한 주제를 이어가며, 희생 의식과 관련하여 번영과 성공을 주는 자로서 카마에게 경의를 표한다. 다시 한번 카마는 "마음의 첫 씨앗"으로 묘사되며, 욕망이 창조의 근본적인 힘이라는 리그베다적 관점과의 연속성을 나타낸다. 벤턴은 이러한 맥락에서 카마가 낭만적인 신이 아니라 부에서 자손에 이르기까지 다양한 인간의 소원을 충족시키기 위해 호출되는 신성한 원리로 기능한다고 관찰한다.

카마데바의 후기 신화적 묘사로의 중요한 전환은 아타르바베다 3.25에서 나타난다. 이 찬가는 서사시와 푸라나에 묘사된 신과 더 유사한 형태로 카마를 보여준다. 구절들은 여성에게 강렬한 욕망을 불러일으키기 위해 카마의 화살을 사용하는 것을 묘사한다.
“솟구쳐 오르는 자가 너를 솟구쳐 오르게 하라; 너의 은신처에 머물지 마라;
끔찍한 카마의 화살로 나는 너의 심장을 꿰뚫으리라.” (AV 3.25.1)
“갈망으로 깃털을 달고, 사랑[카마]으로 촉을 단 화살이여,
결의로 목을 두른 화살이여, 사랑이 너의 심장을 꿰뚫으라.” (AV 3.25.2)

초기 번역자들은 여기서 카마를 "사랑"으로 해석했지만, 벤턴은 이 용어가 욕망, 특히 결의와 강렬함과 관련된 욕망을 더 정확하게 반영한다고 주장한다. 이 구절에서 간청하는 자는 단순히 애정을 구하는 것이 아니라, 자신이 매력을 느끼는 대상 안에서 강력한 욕망을 일깨우기 위해 카마에게 호소한다. 카마와 화살—"끔찍하며" 심장을 불태울 수 있는 것으로 언급되는—과의 초기 연관성은 후기 산스크리트 문학에서 묘사되는 카마데바의 첫 번째 식별 가능한 특징 중 하나를 이룬다. 20세기 학자 A. 베리데일 키스는 이 문헌이 종교 생활의 "하위 측면"을 반영한다고 보았지만, 현대 학자들은 모든 사회 계층에 걸쳐 그 매력을 강조한다. 그 의식과 주술—성공, 다산, 개인 보호를 위한—은 카마데바와 같은 인물들이 비록 초기 형태였을지라도 광범위한 청중에게 인식 가능하고 문화적으로 중요했을 것임을 시사한다.

### 브라마나
브라마나에서 '카마'라는 용어는 주로 희생 제의의 맥락에서 일반적인 욕망을 나타내는 데 사용된다. 벤턴에 따르면, 브라마나의 일부 이야기가 성적인 쾌락이라는 주제를 다루지만, 이것들은 카마를 신적인 존재로 확립하지는 않는다. 이들 텍스트 전체에서 카마는 의인화된 신이라기보다는 동기, 소원, 선호를 표현하는 데 사용되는 개념으로 남아 있다.
샤타파타 브라마나 제4 칸다에 나오는 주목할 만한 구절—아타르바베다 3.29.7을 밀접하게 반영하는—은 다음과 같이 말한다: "욕망이 욕망에게 주었으니, 욕망은 주는 자요, 욕망은 받는 자다." 비록 이 정형적인 표현이 카마와 관련된 상징적 교환을 시사할 수 있지만, 벤턴은 이것을 완전히 발달된 욕망의 신에 대한 증거로 읽어서는 안 된다고 경고한다. 샤타파타의 다른 어떤 언급도 의인화된 해석을 지지하지 않는다.
하지만 존 다우슨은 타이티리야 브라마나에서 카마가 신으로 나타나며, 다르마 (의로움의 의인화)와 슈라다 (믿음의 의인화)의 아들로 묘사된다고 언급한다.

### 마하바라타
칸다르파, 만마타, 스마라, 마다나 등의 이름으로도 알려진 카마데바는 힌두 서사시 마하바라타에서 신화 속 신이자 욕망의 의인화된 철학적 개념으로 나타난다. 카마는 계속해서 철학적 용어로 논의되지만, 카마데바는 욕망의 상징적 표현에서 신화적 의미를 지닌 완전한 의인화된 신으로 발전한다.
아디 파르바에서 카마데바는 다르마의 아들이자 라티의 남편으로 확고히 의인화된다. 이러한 혈통은 카마데바를 신성한 족보 안에 위치시킨다.
철학과 신화는 마하바라타 전반에 걸쳐 카마데바의 묘사에서 혼합되어 있다. 형이상학적 힘으로서 그는 불멸하고 편재하며, 카마기타 구절에서는 "아무도 나를 파괴할 수 없다... 나는 불멸하고 파괴할 수 없는 유일한 존재이다"라고 말하는 것으로 묘사된다. 동시에 그는 욕망의 시적인 구현으로 남아 있으며, 그의 화살—아타르바베다에서 처음 나타난 모티프—은 광기, 황홀경, 고통을 가져온다고 한다. 서사시는 종종 욕망의 희생자들을 "만마타의 날카로운 화살에 맞은" 것으로 묘사하며, 열정의 감정적, 심리적 영향을 강조한다. 예를 들어, 공주 암바는 사랑하는 샬바에게 거부당했을 때 카마의 화살에 고통받는 것으로 묘사된다 (마하바라타 5.172.8). 카마데바는 또한 서사시에서 비유의 인물이 된다. 영웅 날라 (마하바라타 3.50.14)와 같이 예외적으로 매력적인 남자들은 카마데바의 육체적 구현으로 묘사되며, 거부할 수 없는 아름다움과 욕망의 상징으로서 신의 역할을 강조한다.
우드요가 파르바는 카마를 시바와 우마(파르바티)의 영역인 카일라스산의 북쪽에 위치시킨다. 이 지역에서의 그의 존재는 신성한 열정을 불러일으키고, 그의 우주적 중요성을 더욱 공고히 한다. 더욱이, 샨티 파르바에서 카마데바는 비루파("추한")로, 크로다(분노)는 비크리타("왜곡된")로 비유적인 에피소드에 나타나며, 영적 주는 자와 세속적 받는 자 사이의 역동성을 탐구하는 철학적 논쟁을 펼친다. 한 구절에서 전사 아슈와타마는 시바, 야마라자 (죽음), 카마, 크로다의 일부로부터 태어났으며, 욕망, 분노, 파괴를 구현한다고 묘사된다.
카마데바의 변신에 대한 중요한 언급은 마하바라타 12.183.10.5에 나타나는데, "우마의 남편이자 우주의 주인이 카마가 자신을 압도할 때, 그를 무형으로 만들어 정복했다"고 진술한다. 비록 이 설명은 간략하지만, 시바가 그의 세 번째 눈으로 카마를 불태운 나중의 더 완전한 신화를 암시한다. 이는 아낭가("몸 없는 자")라는 별명의 출현을 나타내며, 금욕적 초연함과 감각적 욕망 사이의 갈등을 상징한다. 아누샤사나 파르바에서 카마데바는 더욱이 다라니다라—지구를 떠받치는 자—로 승격되며, 철학적으로 상칼파, 즉 정신적 의도와 연결된다. 비슈마는 다르마와 시간 등 7명의 이러한 우주적 유지자 중 카마를 포함시킨다. 이 구절은 욕망을 단순히 유혹이 아니라 생성적이고 유지적인 원리로 보는 오래된 베다적 개념을 보존한다. 추가적인 형이상학적 통찰은 마하바라타 13.84.11에서 발견되는데, 여기서 카마는 상칼파와 동일시되며, "영원한 의도는 욕망이라 불리며, 그것은 루드라의 활력이 뛰쳐나와 불 속에 떨어진 것이다"라고 묘사된다. 이 구절은 카마를 스칸다의 탄생 신화와 연결시키는데, 여기서 시바의 씨앗 한 방울—창조적 의지로 주입된—이 카마와 동일시된다.

### 라마야나
다른 서사시 라마야나에서 카마데바는 칸다르파와 만마타라는 이름으로 나타나는데, 사랑과 욕망의 신성한 구현이라는 역할을 유지한다. 그는 마음을 교란하고 갈망을 불러일으키는 능력으로 알려져 있으며, 그의 별명들에서 분명히 드러난다: 만마타("마음 교란자")와 마다나("취하게 하는 자"). 라마야나에서 카마데바에 대한 가장 두드러진 언급 중 하나는 라마에 대한 그의 영향력이다. 그의 아내 시타가 납치된 후, 라마는 갈망과 정신적 고통에 압도당하는 것으로 묘사된다. 그는 카마바삼가타—사랑에 압도당한—가 되어 "영원히 생각과 슬픔에 잠겨 있다" (R 5.36.41f.).
라마야나는 또한 시바에 의한 카마데바의 소각이라는 잘 알려진 신화를 암시하는데, 이 이야기는 후대 문헌에서 더욱 정교해진다. R 1.23.12f.와 R 3.56.10에서는 시바가 카마데바가 자신의 명상을 방해하려 한 후 그를 재로 태웠다는 언급이 있다. 파멸에도 불구하고 카마데바는 몸 없는 형태로 존재하며, 아낭가("몸 없는 자")라는 별명을 얻는다. 그의 파괴에도 불구하고 지속되는 그의 힘은 보이지 않지만 강력한 감정적 강제의 힘으로서 그의 영원한 존재를 반영한다.
카마데바의 상징적인 속성 또한 본문 전체에 미묘하게 나타난다. 그의 배우자 라티는 육체적 욕망과 에로틱한 갈망의 구현으로 언급된다. R 5.15.29에서 그녀는 마다나의 아내로 명시적으로 식별되어 카마데바와의 신화적 결합을 공고히 한다. 후기 구절에서는 연인의 몸을 만마타의 화살의 불 같은 공격으로 표시된 전장에 비유하는 은유를 묘사한다. 예를 들어, 한 인물이 "사랑의 불"이 "자기 포기의 비로 꺼지기"를 간청하는 장면처럼 (R 4.14.25f.).
비록 명시적이기보다는 암시적이지만, 카마데바의 영향력은 라마야나의 감정적 분위기와 이미지 전반에 걸쳐 스며들어 있다. 한 구절에서 라마는 춤추는 공작의 모습이 자신 안에 욕망의 감정을 불러일으킨다고 말하는데 (R 4.1.37), 이는 공작이 나중에 카마데바의 도상학과 연관되는 것을 미묘하게 암시한다.

### 푸라나
하리밤샤와 푸라나와 같은 후대 힌두 신화 텍스트에서 카마는 완전히 의인화되어 있으며, 그는 욕망의 정신에서 태어난 신으로 묘사된다. 모든 존재에게 열정을 불어넣는 능력과 시바의 응시로 극적으로 불타 재가 되는 것으로 유명하다. 서기 7세기까지 카마데바는 이미 인도의 구전 및 문학 전통에 확고히 자리 잡았다.
그는 간다르바와 압사라의 "주인"(프라부)으로 명시적으로 언급되며 (하리브. 270; 12499), 천상의 감각과 예술적 매력과의 연관성을 강화한다. 이러한 속성은 카마데바를 단순히 욕망의 의인화뿐만 아니라 아름다움과 유혹을 가장 잘 상징하는 신성한 존재들의 통치자로 위치시킨다.
이 텍스트는 크리슈나의 신성한 족보에 카마데바를 연결하는데, 크리슈나와 루크미니의 아들인 프라듐나를 카마의 현현으로 (1.67.152), 프라듐나의 아들인 아니룻다를 "라티의 아들"로 (H 10064) 식별한다. 이러한 세대적 연결은 철학적 및 신화적 동일시를 보여주며, 카마데바의 존재를 크리슈나 혈통의 왕조 서사로 확장한다.

## 신화

### 탄생

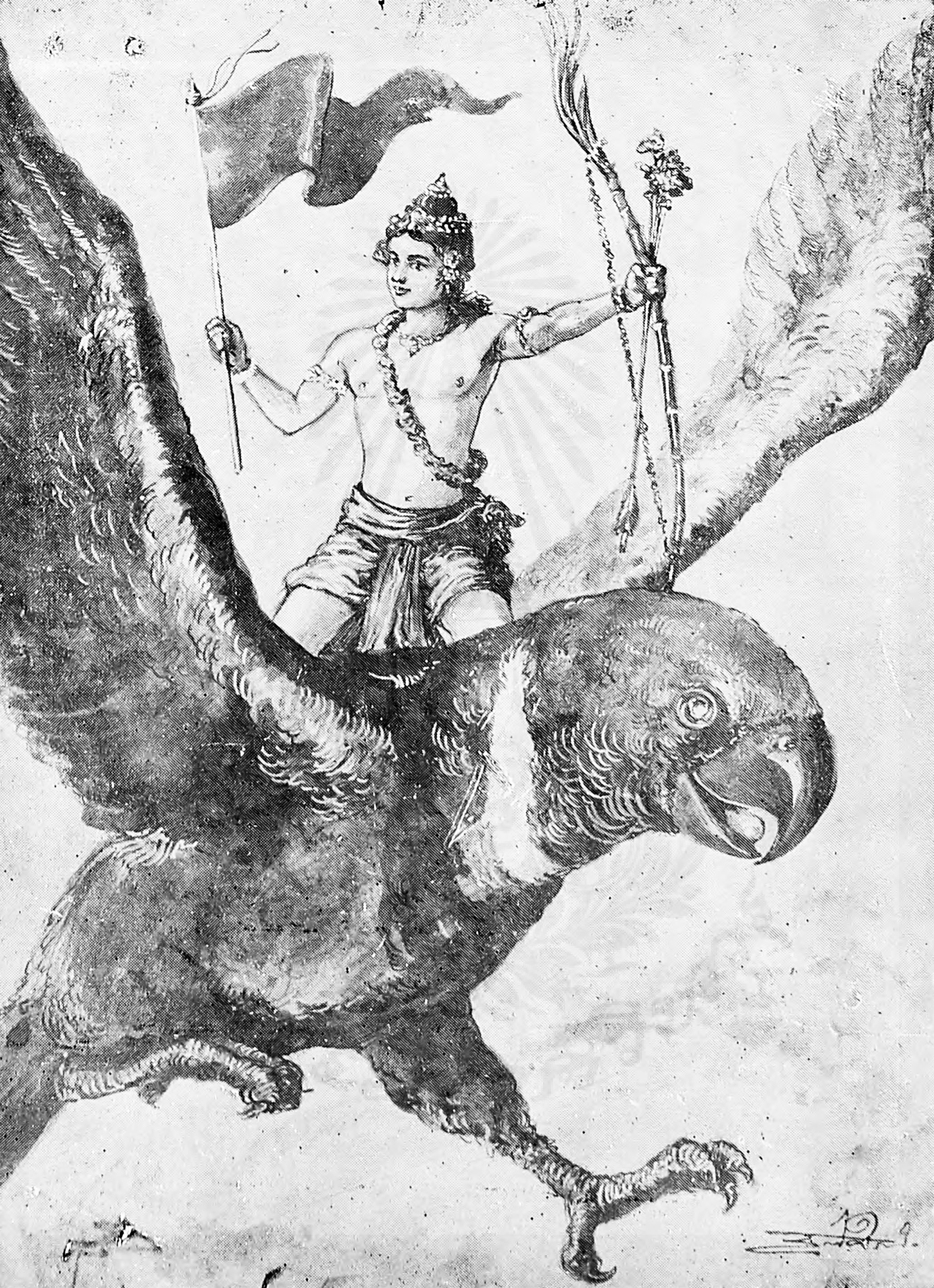
1959년 카마데바가 앵무새를 타고 있는 태국 그림

카마데바의 탄생 이야기는 다양한 힌두 경전에서 여러 가지 변형이 있다.
타이티리야 브라마나와 마하바라타를 포함한 초기 경전에서 카마데바는 의로움의 의인화이자 프라자파티 (창조주 신)인 다르마의 아들로 묘사된다. 마하바라타에 따르면 다르마는 브라흐마의 오른쪽 가슴에서 태어나 세 아들을 두었는데, 샤마(평온), 카마(욕망), 하르샤(기쁨)이다. 카마의 어머니는 타이티리야 브라마나에서 다르마의 아내 슈라다로 언급되는 반면, 마하바라타의 부록인 하리밤샤는 그의 어머니가 다르마의 또 다른 아내인 락슈미라고 명시한다.
시바 푸라나, 칼리카 푸라나, 브라흐마 바이바르타 푸라나, 마츠야 푸라나를 포함한 푸라나 경전에 따르면, 카마는 창조신 브라흐마의 마음에서 태어난 아들 중 하나이다. 가장 일반적인 이야기에서, 브라흐마가 모든 프라자파티(창조의 대리자)와 산드야라는 처녀를 창조한 후, 그의 마음에서 매우 잘생기고 젊은 남자가 나타나 브라흐마에게 자신의 탄생 목적을 묻는다. 브라흐마는 그에게 카마라는 이름을 주고 꽃 화살을 쏘아 세상에 사랑을 퍼뜨리라고 명령한다. 카마는 먼저 브라흐마에게 화살을 사용하기로 결정하고 그에게 꽃 화살을 쏜다. 그는 산드야에게 매력을 느끼고 그녀를 갈망한다. 프라자파티 다르마는 이를 걱정하여 시바 신을 부르고, 시바는 그들을 지켜보고 브라흐마와 카마 모두를 비웃는다. 브라흐마는 의식을 되찾고 카마가 미래에 시바에게 불타 재가 될 것이라고 저주한다. 그러나 카마의 간청에 브라흐마는 그가 다시 태어날 것이라고 약속한다. 이 신화의 후기 버전은 스칸다 푸라나에서 발견되는데, 이에 따르면 브라흐마는 프라자파티(창조의 대리자)들이 번식하기를 거부하자 그들에게 열정을 불어넣기 위해 자신의 마음에서 카마를 창조한다.
일부 전통에서는 카마를 부의 여신 락슈미와 보존의 신 비슈누의 아들로 여긴다. 이는 락슈미와 비슈누의 화신인 루크미니와 크리슈나의 아들인 프라듀므나로 태어났기 때문이다. 마츠야 푸라나에 따르면, 비슈누-크리슈나와 카마데바는 역사적인 관계를 가지고 있다.

### 가족과 조력자들

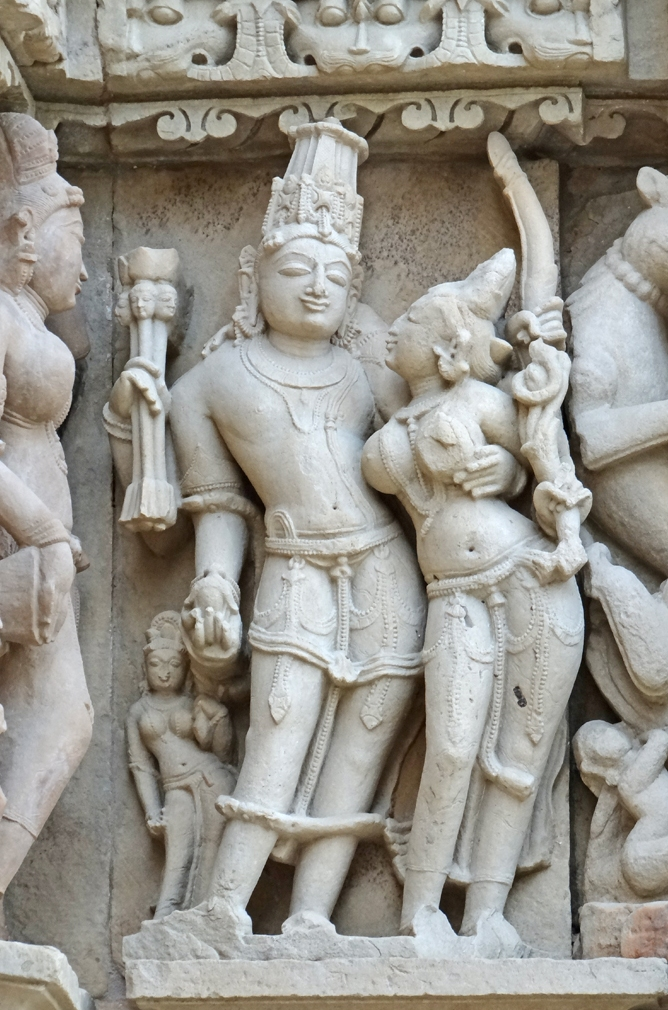
카주라호 기념물군의 카마와 라티 조각상

서사시와 푸라나 모두 라티 여신을 카마데바의 배우자이자 주요 조력자로 증언한다. 그녀는 감각적 쾌락을 상징하는 그의 여성적 상대이다. 칼리카 푸라나와 시바 푸라나에 따르면, 그녀는 브라흐마에 의해 카마데바의 아내로 배정된 프라자파티 다크샤의 땀방울에서 나타났다. 시바 푸라나는 또한 카마 자신도 라티를 보았을 때 사랑의 화살에 꿰뚫렸다고 언급한다. 브라흐마바이바르타 푸라나는 라티에게 또 다른 기원을 부여하는데, 이에 따르면 산드야는 브라흐마가 그녀를 원하자 죽었으나, 비슈누에 의해 라티로 부활하여 카마에게 바쳐졌다. 프리티("애정")는 스칸다 푸라나에서 카마데바의 두 번째 배우자로 언급되지만, 다른 텍스트에서는 '프리티'가 라티의 별칭일 뿐이다.
대부분의 경전에서 카마와 라티는 두 자녀인 하르샤("기쁨")와 야샤스("은총")를 둔다. 그러나 비슈누 푸라나는 그들에게 오직 한 아들—하르샤—만이 있다고 언급한다.
라티 외에도 카마의 주요 조력자는 봄의 신인 바산타인데, 그는 브라흐마에 의해 창조되었다. 카마는 마라들로 알려진 폭력적인 가나 집단의 봉사를 받는다. 카마는 또한 천상의 님프인 압사라를 이끌며, 그들은 종종 천상의 왕인 인드라에 의해 현자들의 고행을 방해하여 신성한 힘을 얻는 것을 막기 위해 보내진다.

### 시바에 의한 소각

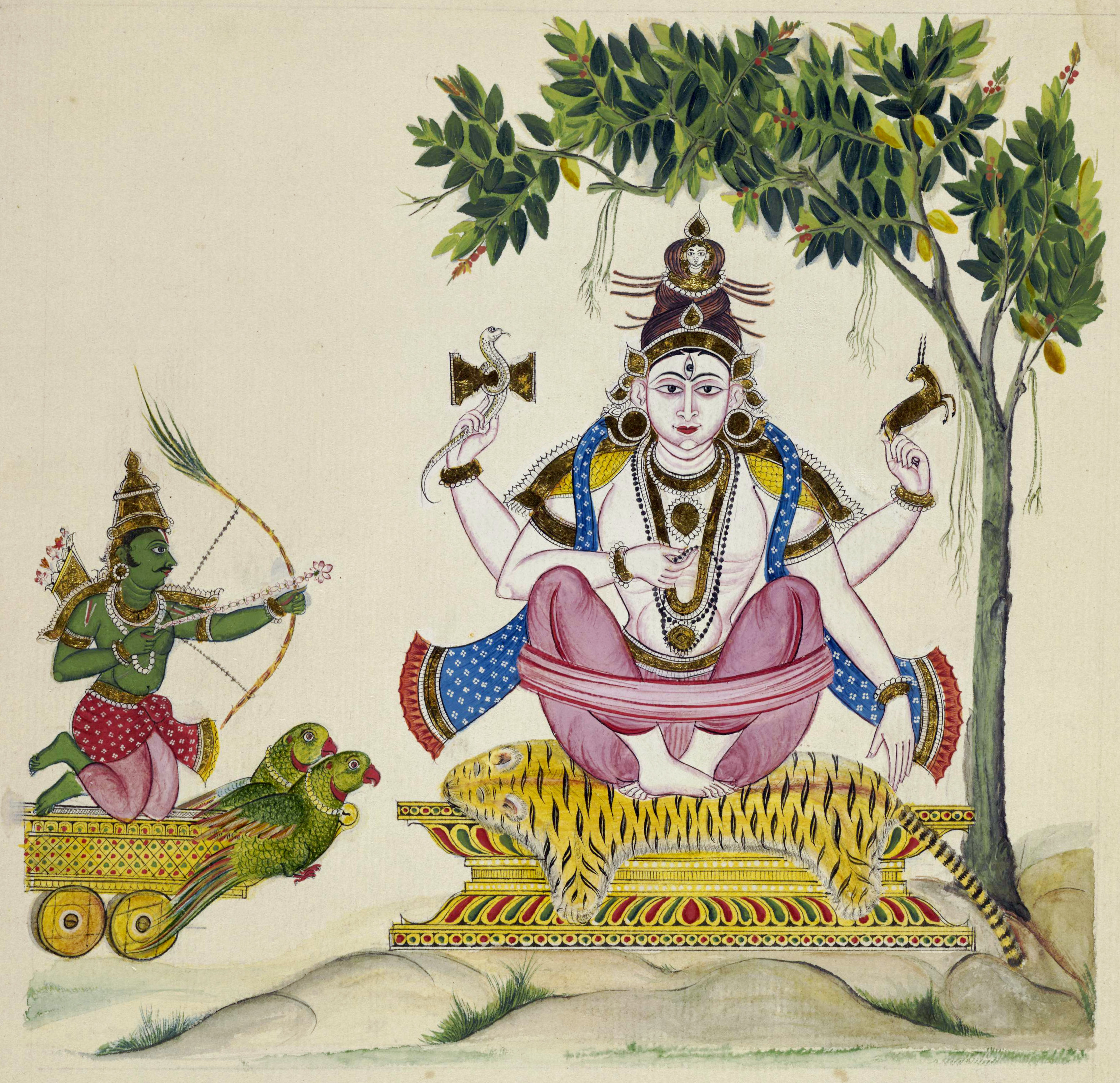
명상하는 시바를 공격하는 카마, 종이에 구아슈, 서기 1820년경

카마 신화에서 가장 유명한 에피소드인 시바 신의 세 번째 눈에 의한 소각은 종종 마다나-바스마라고 불리거나 카마 다하나라고도 한다. 이 이야기는 마츠야 푸라나, 파드마 푸라나, 시바 푸라나, 바마나 푸라나 등 다양한 인도 문헌에 기록되어 있다. 모든 버전에서 카마데바는 시바의 금욕주의를 깨뜨리는 임무를 맡는다. 타라카라는 악마를 물리칠 수 있는 아들을 낳을 수 있는 시바의 능력은 신들의 유일한 희망이다. 타라카의 무적의 축복은 시바의 아들만이 그를 죽일 수 있음을 보장하며, 이는 그의 아내 닥샤야니의 죽음 이후 시바의 강렬한 금욕적인 생활 방식을 고려할 때 불가능해 보이는 임무이다. 인드라가 이끄는 신들은 욕망의 신 카마데바를 소환하여 시바가 파르바티—닥샤야니의 환생이자 산신 히마바트의 딸—와 사랑에 빠지게 하려 한다.

이 이야기는 마츠야 푸라나 (227-255절)에 가장 발달되고 초기 형태로 나타난다. 이 변형에서 신들은 타라카를 물리칠 전사를 절실히 필요로 하여 카마데바를 보내 시바의 명상을 방해하게 한다. 카마데바는 위험을 인지하고 처음에는 주저하는데, 시바의 분노로 인해 자신이 파괴될 것을 두려워한다. 그러나 인드라는 이 임무가 세상의 생존에 중요하다고 주장하며 그를 안심시킨다. 카마데바는 임무를 신중하게 준비한다. 그는 자신의 사탕수수 활과 꽃 화살을 가져가는데, 각 화살은 특정 감정이나 욕망의 측면을 상징한다. 그의 아내 라티 (쾌락의 여신)와 봄의 영 (마두 또는 바산타)이 동행하여 카마데바는 깊은 명상에 잠긴 시바에게 접근한다. 카마데바가 시바의 집중을 깨뜨리는 접근 방식은 계산된 다단계 과정이다. 그는 먼저 시바의 마음을 겨냥하여 천천히 그의 생각을 불안정하게 만든다. 욕망의 신으로서 카마데바는 시바의 마음에 질투, 증오, 분노와 같은 감정을 주입하는데, 이는 전통적으로 영적 균형의 반대편으로 간주되는 감정이다. 텍스트에 따르면, 카마데바는 전략적으로 시바의 감각을 자극한다: 벌들이 그의 주위를 윙윙거리고, 향기로운 꽃들이 피어나고, 부드러운 산들바람이 불어온다—이 모든 것이 시바의 집중을 방해하려는 목적이다. 시바의 마음과 감각에 성공적으로 침투한 후, 카마데바는 그의 유명한 꽃 화살을 당겨 공격을 강화한다. 이들 중 가장 강력한 것은 망상과 반을 상징하는 모하나 화살이다. 그는 이 화살을 시바의 심장에 직접 쏘아, 신에게 파르바티에 대한 욕망의 감정을 순간적으로 불러일으킨다. 그러나 시바는 빠르게 평정심을 되찾고 그의 금욕적 통제가 위협받고 있음을 깨닫는다. 방해에 격분한 시바는 그의 세 번째 눈을 뜨고, 거기서 불이 뿜어져 나와 카마데바를 즉시 재로 만든다. 카마데바가 죽은 후, 그의 아내 라티는 슬픔에 잠겨 그의 재를 온몸에 바른다. 그녀의 애도는 이야기의 중요한 요소가 되는데, 그녀는 시바에게 남편을 돌려달라고 간청한다. 시바는 그녀의 헌신에 감동하여 카마데바가 돌아올 것이지만 이전의 형태는 아닐 것이라고 약속한다. 대신, 카마데바는 아낭가—몸 없는 자—로 다시 태어나 보이지 않지만 여전히 존재하게 된다. 이러한 변화는 욕망의 존재에 새로운 단계를 나타낸다—그것은 보이지 않는 힘이 되어 즉시 눈에 띄지 않는 방식으로 세상을 영향을 미친다.

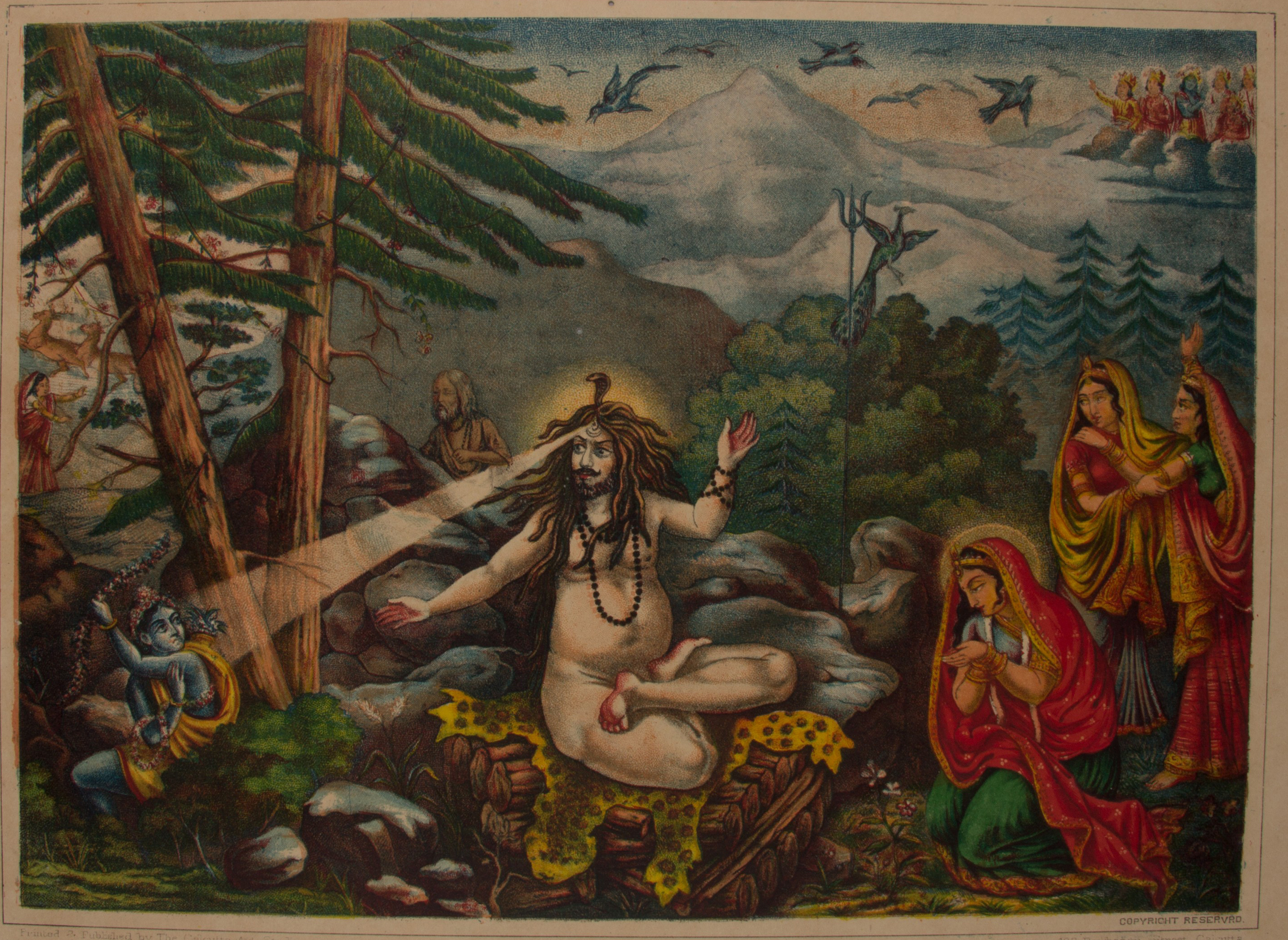
마다나-바스마 (시바가 카마데바를 재로 만드는) 그림

마츠야 푸라나가 이야기의 기초적인 버전을 제공하는 반면, 시바 푸라나와 바마나 푸라나와 같은 다른 텍스트들은 이 신화에 다른 강조점과 추가적인 층위를 제공한다. 시바 푸라나에서 카마데바는 더욱 오만하고 강력하게 묘사되지만, 시바와의 만남은 욕망에 대한 시바의 지배력을 더욱 강조한다. 카마데바의 화살은 시바의 집중을 완전히 꿰뚫지 못하여, 가장 강력한 열정의 힘조차도 저항할 수 있는 최고의 요기의 능력을 보여준다. 그러나 마츠야 푸라나와 마찬가지로, 카마데바의 파괴는 욕망의 종말이 아니라 그 변형으로 이어진다. 시바는 카마데바를 자신 안으로 흡수하여 그를 자신의 가나 (종자) 중 하나로 만든다. 이 행위는 욕망에 대한 시바의 통제를 상징하지만, 더 미묘하고 통제된 형태로 욕망의 지속을 인정한다. 따라서 시바 푸라나는 욕망이 우주의 본질적인 부분이지만, 훈련된 영적 수행의 통제 아래 있다는 생각을 강화한다. 바마나 푸라나는 시바가 카마데바의 화살에 더 취약한 버전을 제시한다. 여기서는 시바가 그의 첫 아내 닥샤야니를 애도하고 있으며, 카마데바가 공격할 때 감정적으로 취약하다. 욕망과 슬픔에 압도된 시바는 숲으로 도망쳐 카마데바의 영향에서 벗어나려 한다. 그러나 도망치는 행위 자체가 숲 현자들의 아내들이 그에게 반하게 만들며, 신들에게조차 욕망의 통제 불가능한 본성을 보여준다.

### 화신
가루다 푸라나에 따르면, 크리슈나의 아들인 프라듀므나와 삼바, 브라흐마의 아들인 사나트 쿠마라, 시바의 아들인 스칸다, 수다르샤나 차크라의 주신인 수다르샤나, 그리고 바라타는 모두 카마의 화신이다. 카마데바의 소각 신화는 마츠야 푸라나와 바가바타 푸라나에서 크리슈나와 카마데바 사이의 관계를 드러내는 데 언급된다. 이야기에서 카마는 시바에게 불타 재가 된 후, 크리슈나의 아내 루크미니의 자궁에서 프라듀므나로 환생한다.

## 도상학과 묘사
카마데바는 푸라나 텍스트에서 빛나고 매혹적인 신으로 생생하게 묘사되며, 종종 남성 미의 정점으로 간주된다. 시바 푸라나에 따르면, 그는 황금빛 피부, 문틀처럼 넓고 근육질의 가슴, 통통한 허벅지와 종아리를 포함한 잘 발달된 사지를 가지고 있다. 그의 허리는 가늘고, 그의 몸 전체는 발정기의 코끼리를 연상시키는 취하게 하는 향기로 가득하다. 그의 특징은 세련되고 관능적이다—그의 코는 곧고 섬세하며, 그의 눈은 연꽃잎 모양으로 붉은색을 띠고 있으며, 손, 얼굴, 다리, 손가락도 붉은색을 띤다. 그의 눈썹은 짙고 표현력이 풍부하며, 그의 달과 같은 얼굴은 부드러운 청흑색 머리카락의 물결로 둘러싸여 있다. 그의 치아는 흠잡을 데 없고, 그의 목은 소라 모양이다. 그의 숨결은 자연스러운 향기를 풍기며, 그의 시선은 매우 유혹적이다. 카마데바는 푸른 옷을 입고 마카라라는 신화 속 수생 생물을 탄다. 그는 사탕수수 활을 가지고 있으며, 활줄은 윙윙거리는 꿀벌류의 실로 되어 있고, 다섯 개의 꽃 화살을 가지고 있는데, 각 화살은 욕망과 관련된 특정 기분이나 감정을 유발할 수 있다. 이 화살들은 전통적으로 아소카 꽃, 망고 꽃, 영춘화속, 푸른 연꽃, 흰 연꽃으로 만들어지며, 그의 도상학의 필수적인 요소이다. 그의 존재는 항상 슈린가라 라사, 즉 낭만적이고 에로틱한 사랑의 미학적 분위기와 관련된다.
고전 인도 도상학에서 카마데바는 젊고 잘생긴 신으로 묘사되며, 종종 그의 배우자 라티와 함께 나타난다. 그를 둘러싸고 있는 다양한 인물과 상징들은 욕망과 다산과의 연관성을 강조한다. 압사라 (천상의 님프)와 간다르바 (천상의 음악가)는 카마데바의 신화적 이야기에는 없지만, 엘로라의 카일라사 동굴 사원의 8세기 조각과 같이 시각적 묘사에서 그와 라티 옆에 자주 나타난다. 그의 발밑에는 일반적으로 그의 바하나(탈것)인 밝은 색의 앵무새가 앉아 있는데, 이는 장난스러운 애정과 사랑과 언어 사이의 연결을 나타낸다. 그의 상징에는 종종 다산과 원초적 욕망을 상징하는 마카라가 그려져 있다. T. A. 고피나타 라오의 실파 샤스트라 연구에 따르면, 카마데바는 때때로 봄의 구현인 바산타와 함께 나타나는데, 바산타는 아소카 잎으로 장식되고 석류꽃 귀걸이를 하고 케샤바 꽃 화환을 두른 즐거운 모습으로 묘사된다. 이러한 문학적 연관성에도 불구하고, 바산타는 시각 예술에서 거의 묘사되지 않는데, 이는 다른 잘생긴 남성 인물이 카마데바의 중심 시각적 매력을 분산시킬 수 있기 때문일 것이다. 카마데바의 기수(旗手)는 종종 말의 얼굴을 한 것으로 묘사되는데, 이는 말의 활력과 생성력과의 연관성을 의미할 가능성이 있다. 이는 12세기 하레비두 사원 묘사에서 바산타는 생략되었지만 말 얼굴의 인물은 남아있는 특이한 경우에서도 볼 수 있다. 실파 샤스트라는 카마데바가 꽃 화환과 금 장신구로 장식하고 왼손에는 사탕수수 활을, 오른손에는 꽃 촉이 달린 화살을 들고 그의 배우자들—라티와 프리티, 즐거운 바산타, 그리고 마카라 문양이 새겨진 깃발을 든 말 얼굴의 기수—와 함께 나타나야 한다고 규정한다. 그럼에도 불구하고, 라오가 언급했듯이, 예술적 표현은 종종 이러한 텍스트적 규범과 다르다. 벤턴은 조각가들이 일반적으로 카마데바를 라티, 그의 말 얼굴 깃발 기수, 간다르바, 압사라와 함께 묘사하고 바산타는 생략한다고 관찰한다. 추가적인 상징적 속성으로는 두견과, 윙윙거리는 꿀벌류들, 봄, 천상의 님프, 그리고 부드러운 산들바람이 있다.
단독으로 있는 카마데바의 이미지는 비교적 드물지만, 몇몇 주목할 만한 묘사들이 존재한다. 하이데라바드의 살라르 중 박물관에 있는 생생하게 채색된 6피트 높이의 나무 조각상 세트는 카마데바와 라티를 역동적인 에너지와 생생한 표현으로 묘사한다. 다른 뛰어난 예로는 비자푸르의 6세기 조각상과 메트로폴리탄 미술관의 비슷한 자세를 취한 석조 조각상이 있는데, 여기서 카마데바와 라티는 잎사귀 캐노피 아래에서 부드러운 포옹을 하고 있다—이는 아마도 꽃이 피는 나무나 사탕수수 식물을 상징할 것이다. 인도 우타르프라데시주 마투라 박물관에는 아주 오래된 테라코타 무르티 (신상)가 소장되어 있다. 하르샤차리타와 나이샤다차리타와 같은 문학 작품들은 카마데바, 라티, 프리티의 그림이나 인형으로 장식된 실내를 언급한다. 이러한 예술 작품들은 오래 전에 사라졌지만, 카마데바가 한때 엘리트 미학 및 신앙 공간의 눈에 보이는 부분이었다는 것을 시사한다.

## 신앙과 숭배

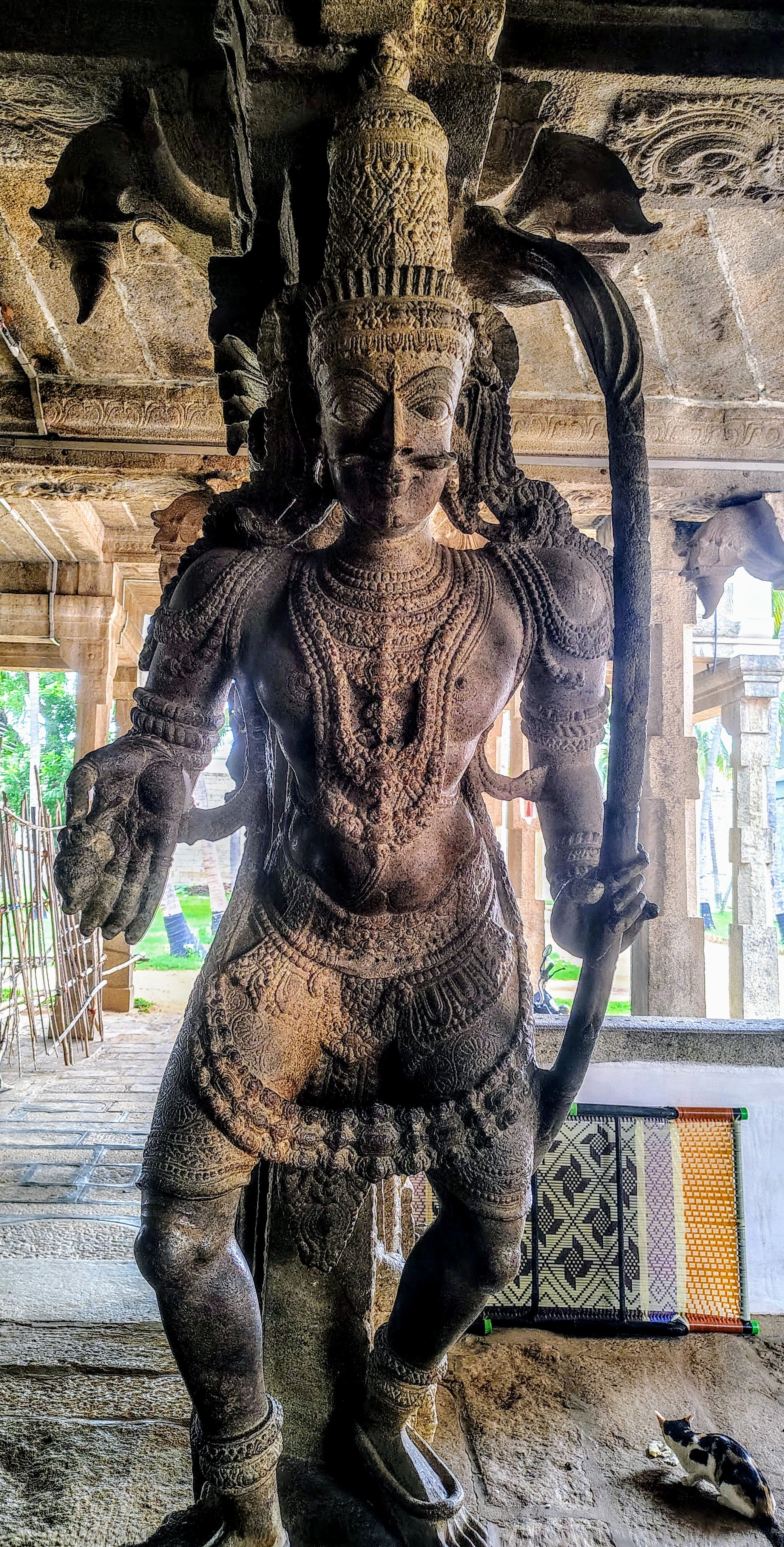
타밀나두주 티루크루궁구디 사원에 있는 힌두 신 만마단 조각상

카마데바와 그의 배우자 라티는 시바와 파르바티와 같은 베다-브라만교 신들의 판테온에 포함된다. 힌두교 전통의 결혼식 자체에서, 신부의 발은 종종 카마데바의 바하나인 앵무새 수카의 그림으로 장식된다.
그에게 바쳐지는 종교 의식은 정화와 공동체로의 재진입 수단을 제공한다. 카마데바에 대한 헌신은 욕망을 종교적 전통의 틀 안에 유지시킨다. 카마데바는 많은 이야기에서 나타나며, 건강, 육체적 아름다움, 남편, 아내, 아들을 찾는 사람들을 위한 헌신적인 의식의 대상이 된다. 한 이야기에서 카마데바 자신도 욕망에 굴복하여, 이 열정과 그 저주에서 벗어나기 위해 그의 연인을 숭배해야만 한다.

### 의례와 축제
홀리는 인도 아대륙에서 기념되는 힌두 축제이다. 때때로 마다나-마호차바 또는 카마-마호차바라고도 불린다. 이 축제는 기원전 400년경의 것으로 추정되는 자이미니의 초기 저작인 푸르바미맘사-수트라에서 언급된다.
아소카 나무는 종종 사원 근처에 심어진다. 이 나무는 사랑의 상징이며 카마데바에게 바쳐진다고 한다.

### 가우디야 비슈누파 신앙에서
가우디야 비슈누파 전통에서 크리슈나는 브린다바나의 원래 카마데바로 여겨진다. 카마데바는 시바에게 불타 죽은 후 크리슈나의 아들 삼바로 환생한다. 그는 크리슈나 자신에게서 태어났기 때문에, 그의 자질은 크리슈나의 자질과 유사하며, 그의 색깔, 외모, 속성 등이 그러하다. 이 삼바는 비슈누의 뷰하-현현인 삼바와 동일하게 여겨지지 않지만, 천상의 힘 덕분에 비슈누의 기량의 발산이 되는 개별 영혼 (지바-타트바)이다.
소각된 카마데바는 사랑과 육욕적인 욕망을 유발할 수 있는 천상의 반신으로 여겨진다. 그는 영적인 카마데바와 구별된다. 여기서 크리슈나는 카마데바의 선동적인 힘의 원천이자, 브린다바나의 영원히 신선한 초월적인 사랑의 신이며, 모든 형태의 카마데바의 근원이면서도 세속적인 사랑을 초월하며, 카마-가야트리와 카마-비자 만트라로 숭배된다.
카마데바가 바가바타 푸라나 (책 10권)에서 크리슈나와 고피 (목동 처녀) 사이의 초월적인 사랑 맥락에서 스마라로 언급될 때, 그는 육욕적인 감정을 불러일으키는 데바가 아니다. 스마라라는 단어는 오히려 피리를 통해 헌신적인 고피들에게 미치는 자신의 영향력을 증가시키는 크리슈나 자신을 가리킨다. 고피들이 경험한 스마로드야마 (말 그대로 "욕망의 각성")의 증상은 (비슈바나타 차크라바르티의 주석에서) 다음과 같이 묘사되었다: "먼저 눈을 통해 표현되는 매력이 오고, 그 다음 마음에 강렬한 애착, 그 다음 결단, 수면 상실, 쇠약해짐, 외적인 것에 대한 무관심, 수치심 없음, 광기, 기절, 그리고 죽음. 이것들이 큐피드의 효과 10단계이다." 크리슈나의 배우자 라다의 아름다움은 우주에서 비할 데 없으며, 그녀의 힘은 끊임없이 사랑의 신 카마데바를 물리친다.

### 인도네시아에서
카마데바는 12세기 자와어 시 스마라다하나에서도 언급되는데, 이는 시바에 의해 카마데바가 불타 하늘에서 땅으로 떨어지는 신화를 묘사한 것이다. 카마와 그의 배우자 라티는 카카윈 시와 후기 와양 이야기에서 카마자야와 카마라티로 언급된다.

## 사원
카마데바에게 바쳐진 사원은 없으며, 시장에서 숭배용으로 카마데바의 무르티 (조각상)가 팔리지 않는다고 여겨지지만, 아삼주 카무르프 지구 바이하타 차리알리에 고대 마단 캄데브 사원이 있다. 마단은 카마데바의 형제이다. 마단 캄데브의 유적은 500미터에 걸쳐 한적한 곳에 널리 흩어져 있다.
이 데바에게 헌정되거나 관련된 다른 사원들:
- 아라갈루르의 카메슈와라 사원. 스타라 푸라나에 따르면 카마데바가 이곳에서 시바를 깨웠다고 한다.
- 브린다바나의 12개 숲 중 하나인 카미야반의 카메슈와라 사원.[64]
- 타밀나두주 딘디굴 근처 타디콤부의 사운다라자 페루말 사원[65]
- 아브하네리의 하르사트-마타 사원에는 카마데바의 조각상이 있다.[66]

## 영문학에서
레티티아 엘리자베스 랜던의 묘사적인 시 만마딘, 인도 큐피드, 갠지스 강을 떠다니는 이 리터러리 가제트, 1822년 (운문 조각 VII.')에 실렸다.

### 설명주
1. ↑  카마는 푸라나에서 브라흐마의 마음으로 태어난 아들 중 하나로 언급된다.[2] 하리밤샤에서는 프라자파티 다르마와 그의 아내 락슈미의 아들로 언급된다.[3] 일부 전통에서는 카마(프라듀므나로서)를 비슈누 신(크리슈나로서)과 그의 아내 락슈미(루크미니로서)의 아들로 간주한다.[4][5]
2. ↑  일부 경전에서는 카마에게 프리티라는 두 번째 배우자가 있다고 언급한다.[4]
3. ↑  샤타파타 브라마나에서 카마는 적절한 의례를 통한 소원 성취와 자주 연결된다. 한 구절은 제사 동안 리시들이 품었던 욕망(카마)이 충족되었고, 마찬가지로 같은 의례를 수행하는 모든 제사자의 욕망도 성취될 것이라고 설명한다. 다른 부분에서는 이 생각을 프라자파티에게 바치는 제물과 관련하여 반복한다. 제사자의 욕망은 의례 과정을 통해 성취된다고 한다. 두 경우 모두 카마는 신적인 의인화 없이 열망이나 기대하는 결과를 나타내는 용어로 기능한다. 마찬가지로 자이미니야 브라마나는 아그니호트라와 같은 의례에 대한 논의에서 카마를 사용하여, 제물이 "원하는 모든 것을 성취하는" 길이라고 묘사한다. 여기서도 카마는 다양한 인간의 욕구와 목표를 나타내는 추상적인 용어로 남아 있다. 브라마나는 또한 '카마남'이라는 단어의 부사 형태를 포함하는데, 이는 "마음대로" 또는 "원하는 대로"를 의미한다. 예를 들어, 자이미니야 우파니샤드 브라마나에서는 학생들이 특정 음식을 삼가도록 권고하지만, 스승이 제공하는 것은 "즐거이 먹을 수 있다"—이는 신체적 또는 감각적 만족에 국한되지 않고 용어의 광범위한 의미론적 범위를 강조한다.[18]
4. ↑  샨티 파르바에서는 판다바 형제들과 비두라 사이에서 삶의 네 가지 목표인 푸루샤르타: 다르마 (의무), 아르타 (부), 카마 (쾌락 또는 욕망), 그리고 모크샤 (해탈)의 계층에 대한 광범위한 논의가 이어진다. 마하바라타는 또한 카마(욕망)와 크로다 (분노)를 짝을 이룬 힘—카마크로다우—으로 연결하여 인간 충동의 두 가지 측면을 나타낸다. 벤턴은 이러한 이중적인 힘이 자기 통제의 주요 장애물로 간주되며, 아디 파르바, 샨티, 아누샤사나 파르바에 걸쳐 나타난다고 언급한다. 이들은 강력하고 거의 무적의 존재로 구현되며, 바시슈타와 같은 현자들에 의해 금욕적 훈련을 통해만 제압된다. 한 구절에서 전사 아슈와타마는 시바, 야마라자 (죽음), 카마, 크로다의 일부로부터 태어났으며, 욕망, 분노, 파괴를 구현한다고 묘사된다.[19]
5. ↑  비슈누의 배우자와는 다른 이름이다.
6. ↑  칼리카 푸라나에서 카마는 또한 프라자파티들에게도 화살을 쏘고, 나중에 다크샤의 땀에서 라티가 나타난다.[2]
7. ↑  일부 판본에서는 다르마의 역할이 생략되어 있다. 대신 시바가 그곳으로 여행하는 동안 그들을 본다.[27]
8. ↑  마츠야 푸라나와 브라흐만다 푸라나와 같은 일부 텍스트에서는 산드야에게 다른 이름이 사용된다.[27][14][2]
9. ↑  이 버전에서 카마는 브라흐마의 명령을 처음에는 무시했기 때문에 브라흐마에게 저주를 받는다.[27]

### 참조주
1. ↑  Kāṇe, Pāṇḍuraṅga Vāmana; Institute, Bhandarkar Oriental Research (1958). 《History of Dharmaśāstra》.
2. 1 2 3 4 5 6 7 8 9 10 11 12 13 14 15 16  Vettam Mani (1975). 《Puranic Encyclopaedia》. 모티랄 바나라시다스. 378-379쪽. ISBN 978-81-208-0597-2.
3. 1 2 3 4 5 6 7 8 9 10 11 12  Hopkins, Edward Washburn (1915). 《Epic mythology》. Robarts - University of Toronto. Strassburg K.J. Trübner.
4. 1 2 3 4 5 6  Chandra, Suresh (1998년 11월 7일). 《Encyclopaedia of Hindu Gods and Goddesses》. Sarup & Sons. ISBN 978-81-7625-039-9 – Google Books 경유.
5. 1 2 3 4 5 6 7 8 9 10  “Hindu Mythology, Vedic and Puranic: Chapter V. The Incarnations or Avatāras of Vishnu: Kamadeva”. 《www.sacred-texts.com》. 2023년 1월 30일에 확인함.
6. ↑  James Lochtefeld (2002), The Illustrated Encyclopedia of Hinduism, Volume 1, Rosen Publishing, New York, ISBN 0-8239-2287-1, page 340
7. ↑  Sanford, A.W. (2005). 《Shifting the Center: Yakṣas on the Margins of Contemporary Practice》. 《Journal of the American Academy of Religion》 73. 89–110쪽. doi:10.1093/jaarel/lfi005.
8. 1 2  《A study of Kamadeva in Indian story literature》. 《Columbia Educational Journal》. 2009년 1월 14일에 원본 문서에서 보존된 문서. 2008년 7월 6일에 확인함.
9. ↑  Webster, David (2004년 12월 31일). 《The Philosophy of Desire in the Buddhist Pali Canon》 (영어). Routledge. 56쪽. ISBN 978-1-134-27941-8.
10. ↑  Hudson, D. Dennis (2008년 9월 25일). 《The Body of God: An Emperor's Palace for Krishna in Eighth-Century Kanchipuram》 (영어). Oxford University Press, USA. 417쪽. ISBN 978-0-19-536922-9.
11. 1 2  Monier-Williams Sanskrit-English Dictionary
12. ↑  “Atharva Veda: Book 6: Hymn 36: In praise of Agni Vaisvānara”. 《www.sacred-texts.com》. 2022년 2월 15일에 확인함.
13. ↑  Edgerton, F. (1912). 《A Hindu Book of Tales: The Vikramacarita》. 《American Journal of Philology》 33. 249–284쪽. doi:10.2307/288995. JSTOR 288995.
14. 1 2 3 4 5 6  Kramrisch, S. (1981). 《The Presence of Siva》 (영어). Princeton University Press. ISBN 978-0-691-01930-7.
15. ↑  Gopal, Madan (1990).  K.S. Gautam, 편집. 《India through the ages》. Publication Division, Ministry of Information and Broadcasting, Government of India. 61쪽.
16. 1 2 3 4 5 6 7  Benton 2006, 108-111쪽.
17. 1 2  Dowson, John (2013년 11월 5일). 《A Classical Dictionary of Hindu Mythology and Religion, Geography, History and Literature》 (영어). Routledge. ISBN 978-1-136-39036-4.
18. 1 2 3  Benton 2006, 111-112쪽.
19. 1 2 3  Benton 2006, 115-123쪽.
20. 1 2 3  Mittal, Sushil; Thursby, Gene (2004년 8월 2일). 《The Hindu World》 (영어). Routledge. ISBN 978-1-134-60875-1.
21. ↑  Benton 2006, p. 23
22. ↑  아디 파르바, 66장, 31-33절
23. 1 2  로션 달라르 (2014). 《Hinduism: An Alphabetical Guide》. 펭귄 북스. ISBN 978-81-8475-277-9. 항목: "Kama"
24. ↑  Kapoor, Subodh (2004). 《A Dictionary of Hinduism: Including Its Mythology, Religion, History, Literature, and Pantheon》 (영어). Cosmo Publications. ISBN 978-81-7755-874-6.
25. ↑  Benton 2006, p. 36
26. ↑  Benton 2006, p. 44
27. 1 2 3 4 5  Santideva, Sadhu (2000). 《Ascetic Mysticism》 (영어). Cosmo Publications. 111–117쪽. ISBN 978-81-7020-998-0.
28. ↑  Benton 2006
29. ↑  The Book of Hindu Imagery: Gods, Manifestations and Their Meaning By Eva Rudy Jansen p. 93
30. 1 2 3  Sanford, A.W. (2002). 《Painting words, tasting sound: visions of Krishna in Paramanand's sixteenth-century devotional poetry》. 《Journal of the American Academy of Religion》 70. 55–81쪽. doi:10.1093/jaar/70.1.55.
31. ↑  Benton 2006, p. 32
32. ↑  Benton 2006, p. 31
33. ↑  Benton 2006, p. 33
34. ↑  Benton 2006, p. 34
35. 1 2  Benton 2006, 39쪽.
36. ↑  Klaus Klostermaier, (2000) Hinduism: A Short History. Oxford: One World Publications.
37. 1 2  Benton 2006, 40쪽.
38. ↑  Daniel Ingalls (1968). 《Sanskrit poetry, from Vidyākara's "Treasury"》. 하버드 대학교 출판부. ISBN 978-0-674-78865-7., p.58
39. ↑  Benton 2006, 41쪽.
40. ↑  Benton 2006, 45–46쪽.
41. ↑  Benton 2006, 46–47쪽.
42. ↑  Benton 2006, 49–50쪽.
43. ↑  Wendy Doniger O'Flaherty, (1975) Hindu Myths: A Sourcebook Translated from the Sanskrit. London: Penguin Books, p.157-159
44. ↑  Benton 2006, 50-51쪽.
45. ↑  Benton 2006, 54쪽.
46. ↑  Benton 2006, 54-55쪽.
47. ↑  J.L. Shastri; G.P. Bhatt (2004년 1월 1일). 《Ancient Indian Tradition and Mythology Volume 14: The Garuda Purana Part 3》. Motilal Banarsidass. 1115쪽. ISBN 978-81-208-3881-9. Kama, the presiding deity of the disc was born as Sudarsana. Sâmba the son of lord Krsna was also the incarnation of Kāma. Skanda, the son of Rudra (Shiva) was also Kåma. Since he overcame the enemies he is called Skanda. Since he overcame enemies he is called Skanda. Sudarsana, Pradyumna, Bharata, Samba, Sanatkumara, and Skanda these six are the incarnations of Kama.
48. 1 2 3 4  Benton 2006.
49. ↑  History of Indian Theatre By M. L. Varadpande. p.188. Published 1991, Abhinav Publications, ISBN 81-7017-278-0.
50. ↑  Hooja, R. (2004). 《Icons, artefacts and interpretations of the past: early Hinduism in Rajasthan》 (PDF). 《World Archaeology》 36. 360–377쪽. doi:10.1080/0043824042000282795. S2CID 162304052. 2008년 7월 6일에 확인함.
51. ↑  Arnold, A.J. (1996). 《Monsters, Tricksters, and Sacred Cows: Animal Tales and American Identities》. University of Virginia Press. 186쪽.
52. ↑  Benton 2006, p. 84
53. ↑  GANGRADE, DR PRAKASH CHANDRA (2015년 1월 6일). 《HINDUO KE VRAT-PARV EVAM TEEJ TYOHAR》 (힌디어). V&S Publishers. 161쪽. ISBN 978-93-5057-358-7.
54. 1 2  Roy, Christian (2005). 《Traditional Festivals: A Multicultural Encyclopedia》 (영어). ABC-CLIO. 193쪽. ISBN 978-1-57607-089-5.
55. ↑  Varadpande, Manohar Laxman (1987). 《History of Indian Theatre》 (영어). Abhinav Publications. 220쪽. ISBN 978-81-7017-221-5. Madana Mahotsava or Kama Mahotsava, Vasant Mahotsava are sophisticated forms of some ancient festivals. The 8th century poet ... The colourful festival of Holi has its origin in these festivals, known for their gay abandon. It is an ancient ...
56. ↑  Ray, N.; Datta, P.C. (1981). 《Pharmacognostic Study of the Bark of Saraca indica》 (PDF). 《Pharmaceutical Biology》 19. 97–102쪽. doi:10.3109/13880208109070585. 2008년 7월 13일에 확인함.
57. ↑  A. C. 발락티베단타 스와미 프라부파다 (1972). 《Kṛṣṇa, the Supreme Personality of Godhead》. Ch. 55: Shaba was Born to Kṛṣṇa and Jambabati쪽.
58. 1 2 3 4  Swami Sivarama (1998). 《Venu-gita》. Budapest, Bhaktivedanta Kulturális és Tudo. Ch. 2: "The gopis assemble together"쪽. ISBN 978-963-03-7649-5.
59. ↑  vṛndāvane aprākṛta navīna madana, kāma-gāyatrī kāma-bīje yāṅra upāsana (Caitanya Caritamrita, 2.8.138)
60. ↑  Miller, B.S.; Siegel, Lee (1980). 《Sacred and Profane Dimensions of Love in Indian Traditions as Exemplified in the Gitagovinda of Jayadeva.》. 《Journal of Asian Studies》 39. 622–623쪽. doi:10.2307/2054724. JSTOR 2054724. S2CID 161486286.
61. ↑  Bhagavata Purana 10.21.3 Tika, "caksu-ragah prathamam cittasangas tata 'tha sankalpah nidra-cchedas tanuta visaya-nivrittis trapanasah / unmado muriccha mrtir ity etah smara-dasa dasaiva syuh."
62. ↑  Beck, Guy L. (Ed.) (2005). 《Alternative Krishnas: Regional and Vernacular Variations on a Hindu Deity》. SUNY Press. 65쪽. ISBN 978-0-7914-6415-1. Radha is without equal in the universe for beauty, and her power constantly defeats the god of love, Kamadeva.
63. ↑  Benton, C. (2005). |제목=이(가) 없거나 비었음 (도움말)
64. ↑  
“마투라의 브라지 만달라 파리카라마”. www.agraindia.org.uk. 2008년 7월 13일에 확인함.
65. ↑  “큐피드 사원, 타디콤부, 딘디굴”. 2015년 4월 5일에 원본 문서에서 보존된 문서.
66. ↑  Atherton, C.P. (1995). 《The Harsat-Mata Temple at Abaneri: Levels of Meaning》. 《Artibus Asiae》 55. 201–236쪽. doi:10.2307/3249750. JSTOR 3249750. K. Deva suggests it is Kamadeva in the EITA

## 참고 문헌
- Benton, Catherine (2006). 《God of desire: tales of Kamadeva in Sanskrit story literature》. Albany, New York: State University of New York Press. ISBN 978-0-7914-6565-3.